# Triogma exsculpta
Triogma exsculpta is een tweevleugelige uit de familie buismuggen (Cylindrotomidae). De soort komt voor in het Nearctisch gebied.